# 决策
在心理學中，決策（英語：Decision-making）是一種認知過程，經過這個過程之後，個人可以在各种選擇方案中，根據個人信念或是綜合各項因素的推理，決定出行動，或是決定出個人要向外表達的意見。每个决策过程都会以产生最终决定、选取最终选择为目标。而这些选择的形式可以是一种行动或选取的意见。
决策者做决定之前，往往面临不同的方案和选择、以及有关其决定后果的某种程度上的不确定性；决策者需要对各种选择的利弊、风险做出权衡，以期达到最优的决策结果。
決策可被定義為在數個方案中做選擇的心理過程（亦稱為認知過程）。每個決策過程最後都會得到一個決擇，此決擇可以是一個行為，也可以是一個意見。

## 如何決策
不同觀點對人類決策行為有不同的解釋。心理觀點，個人的決策來自於個人的需求、喜好和感觀。認知行為觀點，決策過程被視為與周遭整體環境的互動結果。

### 找出問題（或機會）
這個問題是急迫的，或是不重要的？這個「問題」其實是其他潛藏問題的徵狀，或是導致真正問題的根源？這個問題是特例（自成一格的）或是通例（一整群類似相關問題的其中一個）？司馬賀：「『做決定』這項任務，和『加以執行』這項任務一樣，普遍存在於整個行政組織之中—事實上， 『做決定』與『加以執行』這兩項任務是緊密結合在一起的。 」

### 蒐集論據
架構出一個決策-
把問題精確地找出來後，行政人員接著要架構出他們的回應。必須特別注意所謂的的決策上限與下限。決策上限是指長期存在的限制，會決定行政人員可以做到什麼地步。決策下限是指要解決一個問題時，最少需要發生的條件。相似概念：決策的限制性（策略性）因素如果管理者能夠發現策略性因素—能夠在正確的時間、正確的地點，用正確的量，以正確的形式來運作—那麼決策不但會變得比較簡單，也會變得更經濟划算。
1. 允許的限制（是否合法？其他人是否能接受？）
2. 可得資源的限制
3. 可用時間的限制
4. 先前承諾的限制
5. 可用資訊的限制

### 做出決策
決策者應該做好準備開始對這些不同的選擇方案加以評估。
1. 成本效益分析
2. 多目標模式
3. 決策分析
4. 系統分析
5. 具名團體法

### 決策的執行與評估
方案評估:
- 界定出此方案的目的

1. 方案通常有多重目的:只對其中一個目的加以評估，就是只做片面的評估。
2. 公共政策的許多領域都缺乏一貫的標準（或基準），以來藉此確立目的。
3. 方案不僅是朝向官方的目標前進

- 將目的轉化成可以測量的目的達成指標

1. 便利性
2. 時間
3. 舒適性
4. 安全性
5. 成本
6. 環境品質

- 蒐集這些指標的資料給那些與這個方案有關的人，以及與這個方案無關的人(也就是控制組)
- 用目的指標去比較參與方案者與控制組的資料[2]